# Ел Мундир III ибн ел Харит
Ел Мундир III ибн ел Харит (المنذر بن الحارث), познат у грчким изворима као (Флавиос) Аламоундарос (Φλάβιος Ἀλαμούνδαρος), био је краљ Гасанидских Арапа у периоду од 569. до 581. године. Као син Ел Харита ибн Џабале, наследио је свога оца на месту краља који је управљао племеном и као шефа арапских држава клијената (вазала) Византијског царства и његових савезника на истоку, укључујући и титулу патриција. Упркос његовим победама над супарницима Лахмидима који су подржавали свог сизерена Персију, током Мундирове владавине његови односи са Византијом били су млаки због његовог снажног монофизитизма. То је довело до потпуног разбијања савеза у 572. године, након што је Мундир открио византијске планове да га убију. Односи су обновљени 575, а Мундир обезбеђен од византијског цара, како признавањем његовог краљевског статуса, тако и залагањем за толеранцију према Монофизитској цркви.
Око 580 или 581, Мундир је учествовао у неуспешној кампањи против персијске престонице, Ктесифона, заједно са византијским генералом (и будућим царем) Маврикијем. Неуспех кампање довео је до свађе између њих па је Маврикије оптужио Мундира за издају. Византијски агенти заробили су Мундира, који је доведен у Цариград, али се никада није суочио са суђењем. Његово хапшење изазвало је устанак међу Гасанидима под Мундировим сином Ел Нуманом VI. Када је Маврикије дошао на престо 582, Мундир је прогнан на Сицилију, иако му је, према једном извору, било дозвољено да се врати у своју домовину након што је Маврикије срушен 602.
Мундир је био последњи значајнији гасанидски владар; 584, Византијци су раскинули федерацију са Гасанидима. Поред тога што је био способан и успешан восковођа, за његове владе такође су забележени јачање монофизитизма и културни процват међу Арапима под његовом владавином.

## Биограија

### Наслеђивање и рани почеци
Он је био син Ел Харита ибн Џабале, владар племена Гасанида и врховни филарх арапских федерата на источној граници Византијског царства. На јужном крилу границе, Гасаниди су се суочили са Лахмидима, још једним моћним арапским племеном, које је било главни клијент Византијског супарника, Сасанидског царства. Харит је уздигнут на положај краља и ранг главног филарха од стране византијског цара Јустинијана I (в. 527–565), који је желео да тиме створи снажну контратежу Лахмидским владарима. Мундир је већ 563. године потврђен као легитимни наследник свога оца, током своје последње посете Константинопољу, а званично га је наследио након Харитове смрти 569. године. Изгледа да је Мундир стицао једну по једну Византијску титулу свог оца, јер оне нису биле наследне: чин патриција, почасни назив панеуфемије (најцењенијег) и престижног почасног гентиликума "Флавиуса", који су носили византијски цареви и конзули.
Убрзо након Харитове смрти, гасанидску територију је напао нови лахмидски владар Кабус ибн ел Мундир, који је тако покушао да искористи новонасталу ситуацију. Кабусове снаге су биле одбијене а Мундир је узвратио напавши лахмидску територију, и опљачкао је. Када се враћао назад, Лахмиди су се поново суочили са војском Гасанида, али су претрпели тежак пораз. Након овог успеха, Мундир је писао византијском цара Јустину II (в. 565-578) тражећи злато за своје људе. Овај захтев је наводно разбеснео Јустина, који је посло инструкције свом локалном заповеднику како да га намами у замку и да га затим убије. Али писмо је затим пало у Мундирове руке, који је затим прекинуо своје односе са царством и одбио да преда под византијску команду своје снаге током рата са Персијом који је почео 572. године.

### Повратак Византији на верност
Како су Византијци били приморани да се ослоне на трупе Гасанида да би покриле приступ Сирији, Мундирово повлачење оставило је рупу на византијском јужном крилу, што је потрајало око три године тачније до 575. године, када се Мундир вратио Византијцима и поставши им поново веран посредовањем војног заповедника Јустинијана, кога је упознао у Сергиополису. Одмах након овог помирења, Мундир је тајно сакупио војску и покренуо напад на Хиру, престоницу Лахмида, вероватно највећи, најбогатији и најкултурнији град арапског света у то време. Град је опустошен, опљачкан и скоро цео спаљен, изузев цркава. Према Јовану Ефеском , Мундир је донирао велики део свог плена из ове експедиције манастирима и сиромашнима. Исте године, Мундир је посетио Константинопољ, где му је додељена круна или дијадема (стема), обележавајући тиме и формално обнављање његове улоге главног арапског клијента-краља Византије.
Рат са Персијом био је прекинут трогодишњим примирјем договореним у 575. Године 578, непријатељства су обновљена, али извори из овог периода, фрагментарни какви јесу, не помињу никакво учешће Гасанида током прве две године. Године 580, Мундира је позвао цар Тиберије II (в. 578-582) да опет посети главни град. У град је стигао 5. фебруара, у пратњи својих синова након чега му је приређен раскошан пријем. Овом приликом, међу мноштвом других поклона, представљена му је и краљевска круна, уместо једноставније коронете или дијадем коју је раније добио.
Док је боравио у Константинопољу, Мундир је од цара добио одобрење да одржи монофизитски црквени сабор, који је сазван 2. марта 580. Овај савет је успео, иако само на кратко, да помири различите фракције и секта Монофизита. То је био циљ ка коме је Мундир дуго тежио, као када је интервенисао у спору између Јакова Барадеја и Павла Црног, монофизитског патријарја Антиохије. Пре него што је напустио царску престоницу, гасанидски владар је такође обезбедио гаранције цара да ће престати са прогоном монофизита. Када се вратио кући, Мундир је открио да су Лахмиди и Персијци искористили његово одсуство за упаде на његове поседе. Сакупљајући своје снаге, налетео је на њихову војску, поразио их је и вратио кући натоварен пленом.
У лето 580 или 581, Мундир је отишао у Киркесиум на реци Еуфрат, где се придружио византијским снагама под новим магистром милитумом Оријента, Маврикија, у походу дубоко у персијску територију. Комбиноване снаге су се кретале јужно дуж реке, у пратњи флоте бродова. Заједничка војска је напала тврђаву Аната и кренула даље док није стигла до регије Бет Арамај у централној Месопотамији, у близини персијске престонице Ктесифона, али су тамо наишли на мост преко Еуфрата који су уништили Персијанци. Без било какве могућност одласка у Ктесифон, они су били присиљени да се повуку, поготово што је уједно и персијски командант Адармахан искористио одсуство византијске војске и несметано извршио препад на Осроену, где је отпустошио престоницу провинције Едесу. Повлачење је било напорно за већ и онако исцрпљену војску, а Маврикије и Мундир су разменили међусобне оптужбе због неуспеха експедиције. Међутим, Мундир и Маврикије су сарађивали у присиљавању Адармахана да се повуче и победили га код Калиникума.Након повратка у своју земљу, Мундир је сазнао да комбиноване снаге персијско-лахмидске припремају још један напад на гасанидско подручје. Одмах им је кренуо у сусрет, закоупио је њихову војску а затим је у потпуности порази, пре него што је заузео непријатељски логор. То ће заправо бити његова последња победа.

### Утамничење и изгнаништво
Упрко с његовим успесима, Маврикије је оптужио Мундира због његове издаје током протеклог похода. Маврикије је тврдио да је Мундир открио византијски план Персијанцима, који су затим кренули да уништите мост преко Еуфрат. Хроничар Јован Ефески изричито назива ову тврдњу као лаж, јер су византијске намере морале бити јасне и персијским заповедницима. И Маврикије и Мундир су писали писма цару Тиберију, који је покушао да их помири. Коначно, Маврикије је посетио Константинопољ, где је могао да убеди Тиберија о Мундирову кривицу. Савремени историчари готово одбацују оптужбу за издају; Ирфан Шахид каже да је то вероватно имало везе са Маврикијевим непоштовањем ветерана и војно успешног арапског владара. Ово је додатно продубило уобичајено неповерење Византијаца према "варварима" наводно урођеном издајништву Арапа, као и Мундировом чврстом веровању у монофизитизам.

Тиберије је наредио Мундирово хапшење, а за гасанидовог краља постављен је замка: позван је у Цариграду да одговори на оптужбу о издаји, Мундир је изабрао свог пријатеља, кустоса Магнуса, као свог заступника. Магнус је највероватије био Византијац, из Хаварина (Еварија). Тамо је изградио цркву, и том приликом позвао Мундира да му се придружи као и Антиохијског патријарха Грегорија приликом церемоније освећења цркве. Мундир је стигао само са једном мањом пратњом и био је ухапшен од стране византијских трупа које су у тајности биле распоређене на тој локацији. Превезен је у Цариграду, а током пута су му се придружили његова супруга и троје деце. У царској престоници, цар Тиберије се према њему добро опходио, и омогућио му угодан боравак и апанажу, али је одбио да га прими у аудијенцију. Ирфан Шахид сматра да је ово великодушно поступање, као и чињеница да му није изречена осуда због његове претпостављене издаје, указује на то да Тиберије такође није веровао у оптужбе, већ да је наредио хапшење углавном како би умирио јаку антимонфизитну фракцију у царској престоници.
У међувремену, Мундирово хапшење је изазвало устанак који су предводила његова четири сина, а посебно најстарији, Нуман, човек кога је Јован Ефески описао као још способнијег и ратоборнијег од свога оца. Током две године, гасанидска војска је извршила бројне упаде на византијске покрајине из својих база у пустињи, чак поразивши и убивши византијског дукса Арабије у бици код Босре. Тиберије је на то реаговао подижући халкидонског брата Мундира на положај караља Гасанида. Велика војска са Магнусом на челу послата је на исток како би се супротставила Нуману и поставила на власт његовог ујака. Последње речено било је врло брзо спроведено у дело, али је нови краљ умро након само двадесет дана. Магнус је такође имао неких успеха у потчињавању или подривању неких мањинских арапских племена која су била верна Гасанидима а која су географски била зантно удаљенија од њих. Магнус је преминуо непосредно пре Тиберијеве смрти у августу 582, а након Маврикијевог присвајања престола, Нуман је отпутовао у Константинопољ као би постигао помирење са Византијом. Уместо тога, он је такође био ухапшен, и било је покушаја да се осуди на смрт, али је брзо пребачен у кућни притвор.
Мундир је остао у притвору све до Тиберијеве смрти и ступања на престо Маврикија, када је прогнан на Сицилију. Вероватно је он човек кога је папа Гргур Велики, поменуо као “Амадеуса” 600. године, што указује на то да је тада био жив. Сиријска хроника из 13. века даље наводи да је после Маврикијевог рушења и убиства 602. године, Мундиру било дозвољено да се врати кући.

### Завештање
Мундир је на много начина наставио стопама свога оца. У својим војним походима показао се као веома успешан савезник Византијаца, а нарочито против својих араспских ривала, Лахмидских племена и обезбеђивао је јужно крило Византије као и њене политичке и трговачке интересе у самој Арабији. Упркос својој посвећености монофизитизму, он је остао лојалан Византији као хришћанској држави пар екселанс; Као што Ирфан Шахид коментарише, Мундр-ов аналог је можда био "Оденат који се бори за Хришћанско царство у шестом веку, као што је његов претходник у трећем веку радио за паганско царство". Ипак, на крају, његов независни карактер и његова улога као заштитник монофизитске цркве довели су до његовог пада и изгнанства. У претежно про-халкидонској атмосфери Тиберијеве и Маврикијеве владавине, за разлику од његовог оца Харита, који је био заштићен од стране царице Теодоре, наклоњене монофизитизму Мундир није могао рачунати на утицајну подршку у Цариграду. Мундирово хапшење је уследило након 584, распадом федерације Гасанида на неколико мањих делова. Ово је био важан догађај у историји византијско-арапских односа: он је уништио "заштитни штит" Византије против упада из арапске пустиње, грешка коју ће Византија скупо плати у виду муслиманских освајања. Паралелно са тим, неколико година касније уништењем краљевства Лахмида које се налазило у саставу сасанидске Персије, створен је вакуум моћи у северној Арабији која ће касније у потпуности постати муслиманска држава. С друге стране, муслиманска освајања, а пре њих деструктивни тридесетогодишњи рат са Персијом, су још увек били далеко тачније 584, а распад Гасанидске федерације се једноставно може видети, према историчару Мајклу Витбију, као Елиминација "преуспешног суседног квази-клијента", који је претио да ће постати "превише моћан по добробит свог претпостављеног патрона".

Гасаниди су такође оставили значајно културно наслеђе. Њихово покровитељство монофизитске сиријске цркве било је пресудно за њен опстанак и њено оживљавање, па чак и њено ширење, мисионарским активностима, на југу у Арабије. Према историчару Варику Болу, Гасаниди су популаризовали једноставнију и строжу монотеиску форму хришћанства а посебно у арапском контексту може се рећи да су наслућивли ислам. Гасанидска владавина је донела период просперитета за Арапе на источним ободима Сирије, што је било пропраћено ширењем урбанизације и покровитељством над неколико цркава, мансатира и других граћевина. Преживели списи о дворовима Гасанида пружају нам слику луксузног жвота и активног културног живота, са покровитељством над уметношћу, музиком, а нарочито поезијом на арапском језику. Према речима Бола “дворови Гасанида су били најважнији центри за арапску поезију пре уздизања Калифиног двора под исламом” и њихова дворска култура, укључујући и њихову склоност ка градњи палата у пустињама, попут Каср ибн Вардан, касније ће послужити као узор Омејадском калифату приликом изградње својих палата. Међу архитектонским остацима из доба владавине Мундира су и дворац Думајр и ecclesia extra muros (данас препознатљива као Мундирова дворана или преториум) у Сергиополису, где је сачуван један натпис на грчком, који слави Мундира. Сергиополис (данашња Русафа) био је место од посебног значаја због популарности култа Светог Срђа међу Арапима, а такође је био и фокус каснијег градитељства код Омејада.

### Цитирање
1. ↑  Martindale, Jones & Morris 1992, стр. 34
2. ↑  Kazhdan 1991, стр. 850, 1170
3. ↑  Greatrex & Lieu 2002, стр. 88
4. ↑  Shahîd 1995, стр. 295–296, 495–497, 512–518
5. ↑  Martindale, Jones & Morris 1992, стр. 35, 258
6. 1 2 3  Greatrex & Lieu 2002, стр. 136
7. 1 2  Martindale, Jones & Morris 1992, стр. 35
8. ↑  Shahîd 1995, стр. 373–377
9. ↑  Shahîd 1986, стр. 462–463
10. ↑  Shahîd 1995, стр. 378–383; Greatrex & Lieu 2002, стр. 153
11. ↑  Shahîd 1995, стр. 384–389
12. ↑  Shahîd 1995, стр. 396
13. 1 2  Kazhdan 1991, стр. 51
14. ↑  Martindale, Jones & Morris 1992, стр. 35–36; Shahîd 1995, стр. 398–406
15. 1 2 3 4 5  Martindale, Jones & Morris 1992, стр. 36
16. ↑  Shahîd 1995, стр. 404
17. ↑  Shahîd 1995, стр. 412
18. ↑  Shahîd 1995, стр. 413–419; Greatrex & Lieu 2002, стр. 163–165
19. ↑  Shahîd 1995, стр. 413–419
20. ↑  Greatrex & Lieu 2002, стр. 163–165
21. ↑  Shahîd 1995, стр. 420–423
22. ↑  Greatrex & Lieu 2002, стр. 164
23. ↑  Shahîd 1995, стр. 439–443
24. ↑  Shahîd 1995, стр. 444–455
25. ↑  Shahîd 1995, стр. 446, 455–459
26. ↑  Shahîd 1995, стр. 459–462
27. ↑  Shahîd 1995, стр. 462
28. ↑  Shahîd 1995, стр. 464–473
29. ↑  Shahîd 1995, стр. 474–478, 527–538
30. ↑  Shahîd 1995, стр. 463, 538
31. ↑  Martindale, Jones & Morris 1992, стр. 37
32. ↑  Shahîd 1991, стр. 1020–1021
33. ↑  Shahîd 1995, стр. 439, 451
34. ↑  Ball 2000, стр. 102–103; Shahîd 1995, стр. 453–455
35. ↑  Shahîd 1995, стр. 440; Conrad 2008, стр. 694
36. ↑  Whitby 2008, стр. 109
37. ↑  Ball 2000, стр. 105; Shahîd 1991, стр. 1021
38. ↑  Ball 2000, стр. 103–105; Shahîd 1991, стр. 1021
39. ↑  Ball 2000, стр. 103; Fowden 1999, стр. 141–171, 174–183; Shahîd 1991, стр. 1021
40. ↑  On the audience hall of al-Mundhir, cf. Fowden 1999, стр. 148–172; Brands, Gunnar N. (1998). „Der sogenannte Audienzsall des al-Mundir in Resafa”. Damaszener Mitteilungen (на језику: German). 10: 211—235.